# Paul Alphéran de Bussan
Paul Alphéran de Bussan – francuski arcybiskup rzymskokatolicki, biskup Malty w latach 1728-1757.

## Wczesne lata
Urodzony w Aix-en-Provence we Francji 28 października 1686, w rodzinie szlacheckiej. Ukończył licencjat z teologii na uniwersytecie w Aix w 1705. Wkrótce po tym udał się na Maltę i zamieszkał ze swoim wujem Melchiorem Alphéran de Bussan, kapelanem Zakonu Świętego Jana. Jego brat, Jean-Melchior Alphéran był również członkiem Zakonu Rycerzy Joannitów. Statek, na którym płynął 19-letni Paul, trafił na mocny sztorm i schronił się w Zatoce św. Pawła, gdzie młody Paul zszedł na ląd.

## Kapłaństwo
Paul otrzymał święcenia kapłańskie z rąk biskupa Davide Cocco Palmeri 8 grudnia 1710. Został kapelanem zakonnym langue Prowansji Zakonu Rycerskiego Świętego Jana. W 1720 był przeorem kościoła zakonnego Saint-Jean-de Malte w Aix-en-Provence. Został mianowany sekretarzem do spraw francuskich przez Wielkiego Mistrza Antonio Manoel de Vilhena.

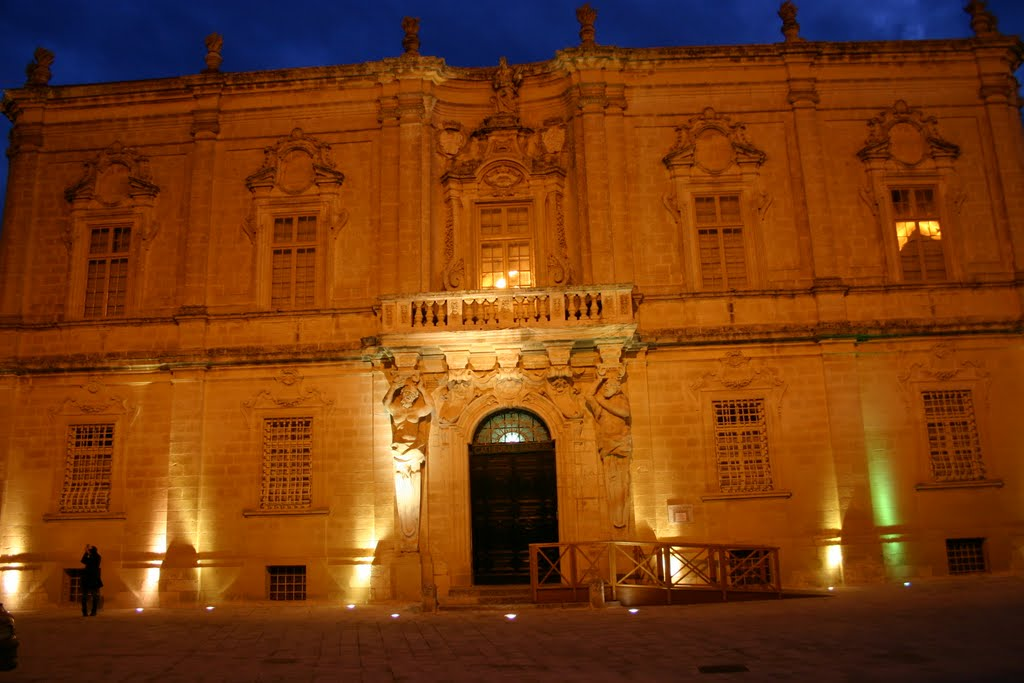
Mdina Seminarium wybudowane przez Arcybiskupa Alphéran de Bussan w 1733

## Biskup
W dniu 8 marca 1728 papież Benedykt XIII mianował Paula Alphéran de Bussan biskupem Malty. Został konsekrowany przez samego papieża 14 marca tego samego roku. W 1733 biskup Alphéran de Bussan zbudował w Mdinie Seminarium; obecnie znajduje się tam Muzeum Katedralne. W dniu 19 września 1746 został mianowany Arcybiskupem tytularnym Tamiathis. W 1752 sfinansował druk, przetłumaczonego na język maltański katechizmu Kościoła katolickiego, autorstwa kard. Bellarmino, który został wysłany do każdej parafii na Malcie.

## Śmierć
Arcybiskup Paul Alphéran de Bussan zmarł 20 kwietnia 1757 w swojej rezydencji w Mdinie. Pochowany został w krypcie Katedry w Mdinie, lecz jego serce zostało przeniesione do kaplicy Seminarium, które zbudował. Z inicjatywy Kapituły Katedralnej, w kaplicy Najświętszego Sakramentu w katedrze umieszczona została barokowa marmurowa płyta, upamiętniająca osobę arcybiskupa.